# Grammisgalan 2012
Grammisgalan 2012 hölls på Kungliga Operan i Stockholm den 14 februari 2012, och gällde 2011 års prestationer. Ett sammandrag av galan sändes i SVT 1. Värd för prisceremonin och föreställningen var Ola Salo. Manus skrevs av Andres Lokko medan Hans Marklund stod för koreografi och regi. Precis som föregående år producerades galan av Helenaochsofie. För första gången togs kategorierna Årets manliga artist och Årets kvinnliga artist bort och ersättes helt av Årets artist istället. Detta gjordes för att göra galan mer könsneutral.

## Priser
- Årets album: Wounded Rhymes – Lykke Li
- Årets artist: Lykke Li
- Årets barnalbum: Det kostar på att vara barn – Oscar Danielson
- Årets dansband: Benny Anderssons orkester
- Årets elektro/dans: Rebecca & Fiona
- Årets folkmusik/visa: Sofia Karlsson
- Årets hederspris: Björn Skifs
- Årets hiphop/soul: Sagolandet – Timbuktu
- Årets hårdrock: Graveyard
- Årets jazz: Tonbruket
- Årets klassiska: Kungliga filharmonikerna
- Årets kompositör: Veronica Maggio & Christian Walz
- Årets låt: Levels – Avicii
- Årets musikvideo: Flames – Karl X Johan, Gustav Johansson
- Årets nykomling: Aleks
- Årets pop: Veronica Maggio
- Årets producent: Masse Salazar
- Årets rock: Deportees
- Årets internationella album: Rolling in the deep – Adele
- Årets svenska internationella framgång: Swedish House Mafia
- Årets textförfattare: Veronica Maggio och Christian Walz